# Victoria af Storbritannien (1868-1935)
 Der er flere personer med dette navn, se Victoria af Storbritannien (flertydig).
Prinsesse Victoria (Victoria Alexandra Olga Mary; født 6. juli 1868, død 3. december 1935), også kaldt Toria, var et medlem af den britiske kongefamilie. Hun var det fjerde barn og anden datter af Edvard VII af Storbritannien og Alexandra af Danmark. Hun valgte at blive hos sin mor, og forblev dermed ugift.